# Hotel Helvetia & Bristol
L'Hotel Helvetia & Bristol è un edificio del centro storico di Firenze, situato tra via dei Pescioni 2 e via degli Strozzi 26r-28r-30r-32r-34r.

## Storia e descrizione

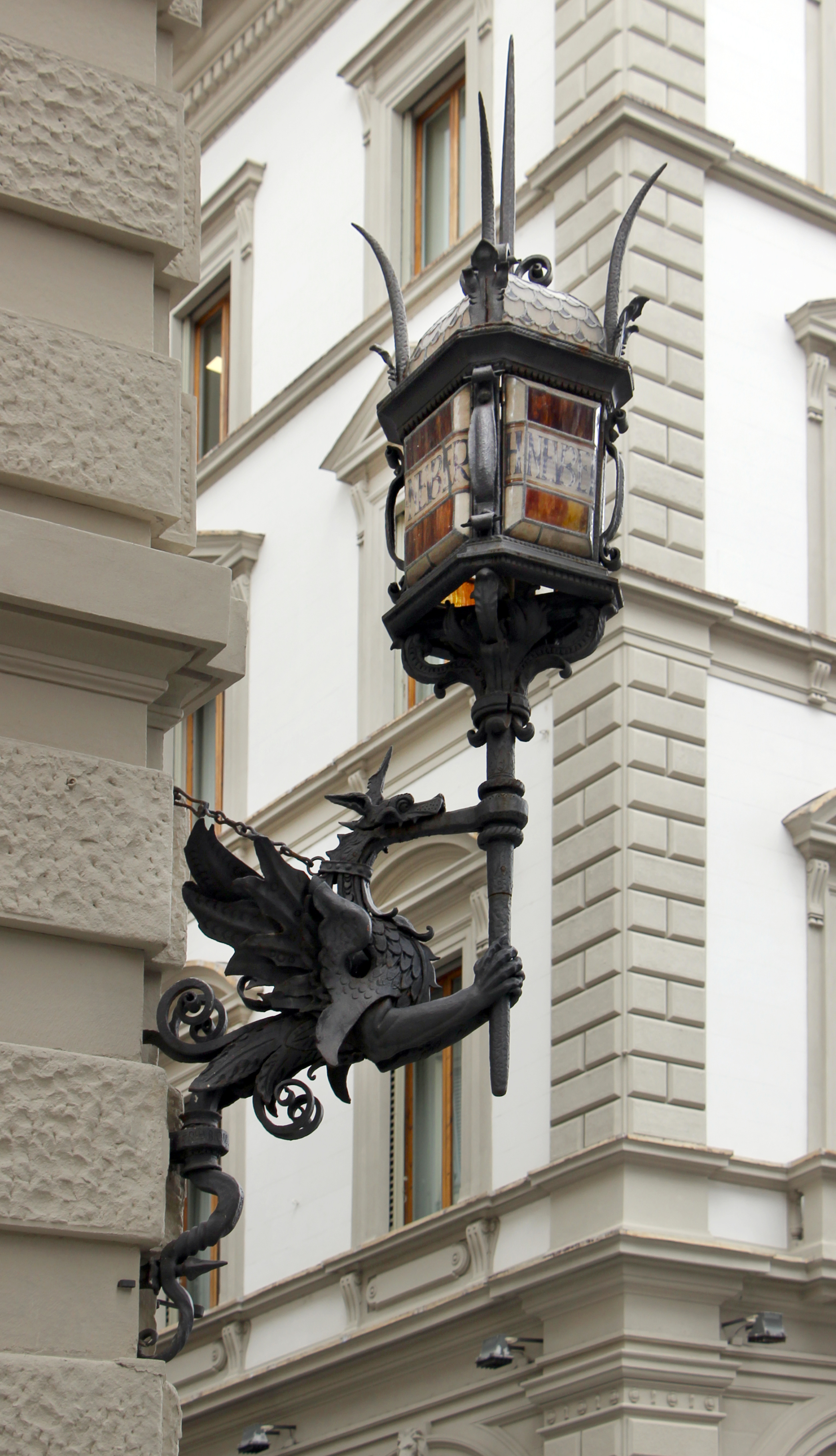
La lanterna del grifone

Dove sorgevano un tempo alcune case dei Vecchietti abbattute nell'Ottocento, l'edificio fu costruito nel 1894-1895 sull'angolo delle nuove vie de' Pescioni e degli Strozzi dalla famiglia di albergatori che ne fu proprietaria per quasi un secolo, destinandolo ad uso di albergo. Edificio di sobria architettura, ispirata ad esempi cinquecenteschi, presenta quattro piani, oltre al mezzanino, inquadrato tra gli archi e i riquadri del partito inferiore, pilastri angolari a bozze, cornici continue al primo e al secondo piano. Sulla facciata verso via degli Strozzi è presente una lunga terrazza bombata con ringhiera metallica. Sul finestrone che si apre su questo balcone (a servire tre assi dei cinque complessivi) è uno scudo con un'arme non identificata, segnata da una scure al naturale (forse allusione all'Arte dei Maestri di Pietra e Legname), accompagnata da un cartiglio con la data 1894.
Da notare la lanterna angolare a forma di grifone (evidentemente ispirata ai celebri ferri del Caparra che adornano il vicino palazzo Strozzi) realizzata dalla fonderia dei fratelli Biondi nel 1926, come chiarisce l'iscrizione sulla staffa.
I locali al terreno hanno a lungo ospitato il negozio Neuber (il cui nome si legge nei vetri della lanterna tenuta dal grifone). Per quanto riguarda l'albergo Helvetia & Bristol (che il sito degli esercizi storici di Firenze precisa essere stato fondato dall'albergatore svizzero Giacomo Mosca il 28 giugno 1883) da segnalare, tra i lussuosi ambienti interni, lo spazio già sala di lettura e quindi giardino d'inverno, allestito attorno al 1899 in stile Liberty, con un luminoso velario in ferro e vetro colorato. L'albergo vanta ugualmente una certa notorietà per gli illustri ospiti che lo hanno scelto per il loro soggiorno fiorentino tra la fine dell'Ottocento e i primi decenni del Novecento: tra questi John Singer Sargent, Gabriele D'Annunzio, Eleonora Duse, Luigi Pirandello, Eugenio Montale, Enrico Fermi, Igor Stravinskij, Giorgio De Chirico e Bertrand Russell.
Dopo la cessione, nel 1987, da parte della famiglia Mosca alla Charming Hotels, la struttura fu oggetto di lavori di restauro per due anni per essere riaperta nel 1989. Acquisito successivamente dal gruppo Starhotels (2016), l'edificio ha avuto un radicale restyling degli spazi interni tra il 2016 e il 2019 (Genius Loci Architettura), e ugualmente ha visto, tra 2018 e il 2019, il restauro delle facciate con nuove tinteggiature. Negli anni 2019-2020 l'hotel si è espanso anche nel contiguo edificio su via dei Pescioni 6-8, già del Banco di Roma.

### Edifici satellite
Al numero 4 di via dei Pescioni si trova una casa edificata nel 1896 e, come risulta dal progetto conservato presso l'Archivio Storico del Comune di Firenze, è opera dell'architetto Vincenzo Micheli su committenza dei Corradi. Si distingue dalle nuove architetture della zona per l'evidente proposta in facciata di un disegno neoquattrocentesco, con finestre allineate su ricorsi e contornate da conci di modesto aggetto, in evidente contrasto con i modelli neorinascimentali allora in voga (ben presenti nella produzione dello stesso Micheli), identificabili in organismi plastici modellati su esempi cinque seicenteschi. Alla misura del disegno non corrisponde tuttavia una particolare qualità nella lavorazione della pietra artificiale, ulteriormente mortificata dalle recenti tinteggiature. L'edificio è stato incluso nell'Hotel Helvetia & Bristol, con unione degli ambienti interni.
Fa parte del complesso anche l'ex-palazzo del Banco di Roma, affacciato su via dei Pescioni 6-8, via del Campidoglio e via de' Vecchietti. L'edificio, di grande estensione (tre piani per otto assi su via de' Vecchietti, gli ultimi tre con disegno autonomo che ripropone la tipologia propria dei villini della seconda metà dell'Ottocento), sorge nell'area dove insistevano case dei Vecchietti e dei Tieri, separate dal vicolo della volta dei Vecchietti. Il nuovo palazzo fu costruito a seguito della loro demolizione e dell'allargamento delle vie prospicienti, inizialmente destinato ad uso di abitazione privata signorile, quindi acquistato negli anni venti del Novecento dal Banco di Roma. A questo cambio di destinazione si deve la soprelevazione del terzo piano, che mostra forme semplificate rispetto ai primi due. Secondo il repertorio di Bargellini e Guarnieri si tratterebbe di un'opera di Giuseppe Poggi; più probabilmente, come suggerito da Marcello Jacorossi è da reputare tra le molte costruzioni in stile neorinascimentale che ne riecheggiano la lezione. Attorno al 2016 l'edificio è stato acquisito dal Gruppo Starhotels quale ampliamento dell'Hotel Helvetia & Bristol, che ha condotto un ampio e necessario cantiere di restauro, visto il precario stato di conservazione dell'insieme, su progetto di Genius Loci Architettura e con il coinvolgimento per il restyling degli spazi interni di Anouska Hempel. Al terreno si susseguono pilastri bugnati e aperture rettangolari, mentre al piano nobile sono cornici ad arco semicircolare che inquadrano le finestre, ugualmente centinate. Al piano terra si via Vecchetti nel 2021 ha aperto una pasticceria di Iginio Massari.